# Leuit

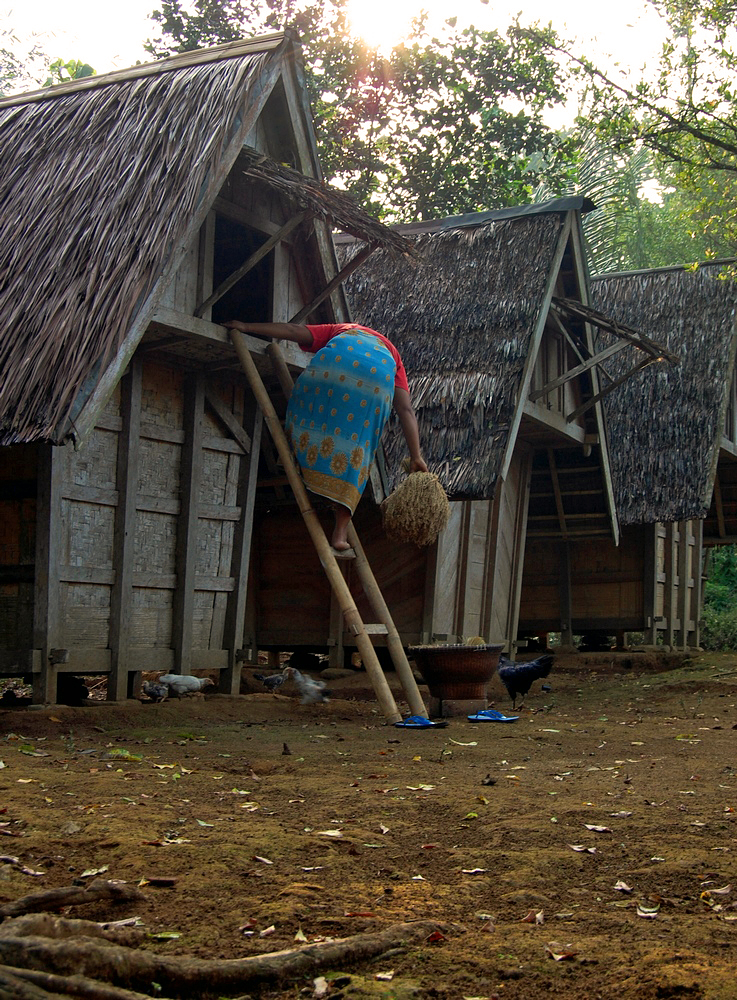
Uma mulher retirando arroz de um leuit.

Leuit é um tipo de celeiro de arroz vernacular encontrado na arquitetura sundanesa de Java Ocidental, Indonésia. É usado para armazenar arroz após a colheita para uso futuro e diário da população. Um leuit é uma parte essencial da tradição agrícola sundanesa, especialmente durante a cerimônia anual de colheita, o Seren Taun. Na tradição sundanesa, o celeiro leuit simboliza o sustento e a subsistência.

## História
A estrutura do celeiro de arroz, com suas variações, é comum em todo o arquipélago indonésio. Pode ser encontrada na tradição de Minangkabau como Rangkiang, também nas tradições de Batak, chamados de Toraja e Sasak. Acredita-se que o leuit, ou estruturas similares a ele, são estruturas antigas que eram bastante comuns na sociedade agrícola de Java. Um estudo de baixo-relevo da origem oculta do século IX em Borobudur, em Java Central, revelou que o antigo celeiro de arroz javanês é notavelmente semelhante ao lenggang (celeiro de arroz comprido) dos Sundaneses.

## Forma e materiais
O celeiro de arroz Leuit com palafitas curtas é chamado de leuit tetepakan, geralmente de tem oito a dez palafitas curtas, enquanto o leuit mais antigo e raramente encontrado na Indonésia com quatro palafitas longas é chamado leuit lenggang. Nos espaços entre as hastes, entre o bastão das palafitas e a estrutura do leucisco, há troncos redondos que servem para impedir que os ratos subam ao local de armazenamento de arroz.

## Tradição
Os rituais Seren Taun marcam o início de um novo ciclo agrícola, e são variados entre as aldeias, porém o ritual principal é a procissão para apresentar o arroz ao líder comunitário. O auge desse ritual é a cerimônia de Ngadiukeun, que envolve o armazenamento de cascas de arroz no celeiro de arroz da aldeia. O líder da comunidade depois dá a indung pare ("mãe de arroz") que abençoa as aldeias líderes para serem plantadas no próximo ciclo agrícola.